# Commonwealth-Bucht
Die Commonwealth-Bucht (englisch Commonwealth Bay) ist eine 48 km breite Bucht in der Antarktis. Sie liegt zwischen Point Alden und Kap Gray. Sie wurde 1912 während der Australasiatischen Antarktisexpedition unter Douglas Mawson entdeckt und erhielt ihren Namen nach dem Commonwealth of Australia. Nach dem Expeditionsleiter wurde das Basislager der Expedition benannt, Mawson’s Huts an der Spitze der Bucht auf Kap Denison.

## Gletscherwinde
Die Bucht wurde ins Guinness-Buch der Rekorde aufgenommen, da sie der windigste Ort der Erde ist. Mit einer maximalen Windgeschwindigkeit von bis zu 240 km/h und einer durchschnittlichen Windgeschwindigkeit von 80 km/h.
Die Gletscherwinde gehören zu den katabatischen Winden, es ist also ein kalter Fallwind. Über dem Gletscher kühlt sich die Luft stark ab, wodurch ihre Dichte zunimmt. Mit der wärmeren Luft über dem Meer kommt es zur Druckausgleichsströmung. Der Luftstrom wird durch die zunehmende Neigung der Oberfläche des Eises am Kap Denison beschleunigt. Im Sommer gibt es Zeiten, die relativ ruhig sind, während die Winterstürme sehr stabil und langlebig sein können, jedoch können sie unerwartet beginnen und enden.
Trotz der extremen Wetterbedingungen ist die Küste der Commonwealth-Bucht ein wichtiges Brutgebiet für Antarktiksturmvögel, Kaiserpinguine und Adeliepinguine.